# 史葛·麥湯明尼
史葛·弗朗西斯·麥湯明尼 （英語：Scott Francis McTominay；1996年12月8日—）是一位蘇格蘭足球運動員，擔綱中場。現在效力於義大利甲級聯賽球隊拿坡里、蘇格蘭足球代表隊。
麥湯明尼為曼聯青年軍出身，迄今已於曼聯出賽逾200場，並贏得一次聯賽盃。雖然出生於英格蘭，但由於父親來自蘇格蘭海倫斯堡，故隨蘇格蘭出戰2020年歐洲國家盃。
2024年8月30日，麥湯明尼以2500萬歐元的轉會費轉會至義大利甲級聯賽的拿坡里，結束他從青訓隊至成年隊長達22年的效力的曼聯。

## 球會生涯

### 曼聯
麥湯明尼在在5歲加入位于普雷斯顿的曼聯的青年軍 。早年踢前锋的位置，在曼联青训营成功转型中场。2013年7月，麦克托米奈与曼联签下了第一份职业合同。2017年5月7日，麦克托米奈完成曼联一线队首秀。2017年10月20日，曼联宣布与麦克托米奈续约至2021年。2018年3月24日，麦克托米奈完成自己在苏格兰国家队的首秀。2018，2019年麦克托米奈渐渐占据曼联中场的一席之地，并屡屡打入关键进球，其中对阵曼城的比赛中，利用对方门将的失误吊射得手帮助球队全取三分。2019年10月27日，麦克托米奈打入曼联队史第2000球。
2020年6月23日，曼联宣布与麦克托米奈续约至2025年。
2020年12月20日，麦克托米奈在球隊主場對上里茲聯的比賽三分鐘內打破了英超紀錄，踢進2球。超越了鄧肯·佛格森（2000年1月16日）和瑞恩·吉格斯（1995年11月18日）的前四分鐘戰績。
2021年1月9日，麦克托米奈成為在英格蘭足總盃對陣瓦特福比賽的隊長，隨後在開場五分鐘之內踢進了比賽的唯一進球，球隊以1-0取勝。
2023年10月7日，麥克托米奈在第87分鐘替補上場，並在下半場補時階段梅開二度，幫助曼聯2-1逆轉戰勝布倫特福德。

### 拿坡里
2024年8月30日，麥克托米奈以2500萬英鎊的轉會費轉會至義大利甲級聯賽的拿坡里，結束他從青訓隊至成年隊長達22年的效力的曼聯生涯。
2025年5月23日，麥克托米奈在本賽季最後一輪比賽，對卡利亞里攻入首粒進球，幫助那不勒斯2-0獲勝，成功守住賽前對國際米蘭僅有的1分領先，奪得隊史的第四個意甲冠軍。麥克托米奈憑藉著本季義甲中場球員最高的13次進球數，贏得了2024/2025賽季意大利足球甲级联赛MVP，他另外還獲選為四月的聯賽最佳球員，這標誌著他為俱樂部效力的第一個賽季就取得了成功。
麥克托米奈在2025年4月初時受訪談到，他在曼聯青年隊時多半是擔任進攻中場，上了一線隊之後卻大部分是擔任防守中場（因為在他習慣的位置上已經有博格巴和費南德茲兩人），有時還得客串中後衛或中鋒等位置；而孔蒂本季主要讓他擔任他較為熟悉的box-to-box位置，給了他比較大的空間，是他本季表現大幅成長的原因。

## 國家隊生涯
2018年3月23日，麥克托米奈是主教練亚历克斯·麥克萊什執教的第一場比賽中完成蘇格蘭足球代表隊國際首秀的四名球員之一。在友誼賽1-0輸給哥斯大黎加的比賽中，他打滿了前57分鐘，然後被斯圖爾特·阿姆斯特朗換下。

## 评价
曼联主帅（2016-2018）穆里尼奥：“他是个特殊的人物，一个消极时刻的球队需要积极心态的球员，而这种心态正是麦克托米奈所拥有的。”
曼联主帅（2018-2021）：“麦克托米奈从来没有让我们失望过，当他出场比赛时，他从未让人失望。”“他是一名体格健壮的球员，可以出任不同的位置。”

## 生涯數據

### 聯賽
最後更新：截至2019-20球季
| 球隊     | 賽季     | 所屬聯盟           | 所屬聯盟 | 所屬聯盟 | 英格蘭足總盃 | 英格蘭足總盃 | 英格蘭足球聯賽盃 | 英格蘭足球聯賽盃 | 歐洲相關 | 歐洲相關 | 其他 | 其他 | 總計 | 總計 |
| 球隊     | 賽季     | 級別               | 出賽     | 進球     | 出賽         | 進球         | 出賽             | 進球             | 出賽     | 進球     | 出賽 | 進球 | 出賽 | 進球 |
| -------- | -------- | ------------------ | -------- | -------- | ------------ | ------------ | ---------------- | ---------------- | -------- | -------- | ---- | ---- | ---- | ---- |
| 曼聯     | 2016–17  | 英格蘭足球超級聯賽 | 2        | 0        | 0            | 0            | 0                | 0                | 0        | 0        | 0    | 0    | 2    | 0    |
| 曼聯     | 2017–18  | 英格蘭足球超級聯賽 | 13       | 0        | 3            | 0            | 3                | 0                | 4        | 0        | 0    | 0    | 23   | 0    |
| 曼聯     | 2018–19  | 英格蘭足球超級聯賽 | 16       | 2        | 3            | 0            | 0                | 0                | 3        | 0        | —    | —    | 22   | 2    |
| 曼聯     | 2019–20  | 英格蘭足球超級聯賽 | 27       | 4        | 2            | 0            | 1                | 0                | 7        | 1        | —    | —    | 37   | 5    |
| 曼聯     | 2020–21  | 英格蘭足球超級聯賽 | 32       | 4        | 4            | 2            | 2                | 1                | 11       | 0        | —    | —    | 49   | 7    |
| 曼聯     | 2019–20  | 英格蘭足球超級聯賽 | 30       | 1        | 2            | 1            | 0                | 0                | 5        | 0        | —    | —    | 37   | 2    |
| 曼聯     | 2019–20  | 英格蘭足球超級聯賽 | 18       | 0        | 3            | 0            | 4                | 1                | 7        | 1        | —    | —    | 32   | 2    |
| 生涯總計 | 生涯總計 | 生涯總計           | 138      | 11       | 17           | 3            | 10               | 2                | 37       | 2        | 0    | 0    | 202  | 18   |

### 國家隊
最後更新：2025年3月23日
| 國家隊 | 年分 | 出賽 | 進球 |
| ------ | ---- | ---- | ---- |
| 蘇格蘭 | 2018 | 5    | 0    |
| 蘇格蘭 | 2019 | 7    | 0    |
| 蘇格蘭 | 2020 | 7    | 0    |
| 蘇格蘭 | 2021 | 9    | 1    |
| 蘇格蘭 | 2022 | 9    | 0    |
| 蘇格蘭 | 2023 | 10   | 7    |
| 蘇格蘭 | 2024 | 11   | 3    |
| 蘇格蘭 | 2025 | 2    | 1    |
| 總計   | 總計 | 60   | 12   |

#### 國家隊進球
最後更新：2023年9月8日
| 進球 | 日期       | 比賽場地                                      | 對手     | 比分 | 賽果 | 賽事                   |
| ---- | ---------- | --------------------------------------------- | -------- | ---- | ---- | ---------------------- |
| 1    | 2021.10.09 | 蘇格蘭, 格拉斯哥, 漢普頓公園球場              | 以色列   | 3–2  | 3–2  | 2022年世界盃外圍賽     |
| 2    | 2023.03.25 | 蘇格蘭, 格拉斯哥, 漢普頓公園球場              | 賽普勒斯 | 2–0  | 3–0  | 2024年歐洲國家盃外圍賽 |
| 3    | 2023.03.25 | 蘇格蘭, 格拉斯哥, 漢普頓公園球場              | 賽普勒斯 | 3–0  | 3–0  | 2024年歐洲國家盃外圍賽 |
| 4    | 2023.03.28 | 蘇格蘭, 格拉斯哥, 漢普頓公園球場              | 西班牙   | 1–0  | 2–0  | 2024年歐洲國家盃外圍賽 |
| 5    | 2023.03.28 | 蘇格蘭, 格拉斯哥, 漢普頓公園球場              | 西班牙   | 2–0  | 2–0  | 2024年歐洲國家盃外圍賽 |
| 6    | 2023.06.20 | 蘇格蘭, 格拉斯哥, 漢普頓公園球場              | 以色列   | 2–0  | 2–0  | 2024年歐洲國家盃外圍賽 |
| 7    | 2023.09.08 | 賽普勒斯, 拉纳卡, AEK競技場                   | 賽普勒斯 | 1–0  | 3–0  | 2024年歐洲國家盃外圍賽 |
| 8    | 2023.11.16 | 格魯吉亞，提比里斯，鮑里斯·派恰澤迪納摩體育場 |          | 1–1  | 2–2  | 2024年歐洲國家盃外圍賽 |

## 榮譽

### 球會
曼联
- 英格蘭足球聯賽盃冠軍：2022–23
- 英格蘭足總盃冠軍 : 2023–24[21]

 拿玻里
- 意甲冠軍：2024–25[14]

### 個人
- 欧足联欧洲联赛賽季最佳陣容：2020–21[22]
- 意甲年度最佳球員：2024–25[23]

## 外部連結
- Soccerway資料庫：史葛·麥湯明尼
- 史葛·麥湯明尼的Instagram帳戶
- Player profile（页面存档备份，存于） at ManUtd.com